# هربرت براونل جونیور
هربرت براونل جونیور (.Herbert Brownell Jr)‏ (۲۰ فوریه ۱۹۰۴–۱ مه ۱۹۹۶)، حقوقدان و سیاستمدار جمهوری‌خواه آمریکا بود. از سال ۱۹۵۳ تا سال ۱۹۵۷، در دولت رئیس‌جمهور دوایت دی. آیزنهاور، به عنوان دادستان کل ایالات متحده خدمت کرد.

## اوایل زندگی
براونل، یکی از هفت فرزند هربرت و می میلر براونل، در شهرستان نماها در ایالت نبراسکا در نزدیکی شهرک پرو متولد شد. هربرت براونل، پدر براونل، در بخش آموزش و علوم فیزیک در مدرسهٔ ملی ایالتی پرو استاد و نویسنده بود. براونل پس از فراغت از انجمن فی بتا کاپا از دانشگاه نبراسکا در ماه نوامبر سال ۱۹۲۴ و در سال اخیر دانشگاه که عضو انجمن بی‌گناهان بود، شامل دانشکدهٔ حقوق ییل شد و مدرک کارشناسی خود را در سال ۱۹۲۷ از این دانشکده بدست آورد. براونل در زمان تحصیل در دانشگاه نبراسکا، به عضویت انجمن برادری دلتا آپسیلون درآمد.
ساموئل براونل، برادر براونل، از سال ۱۹۵۳ تا سال ۱۹۵۶، به عنوان عالی‌رتبه آموزش ایالات متحده خدمت کرد.

## حرفهٔ حقوقی
براونل در کانون وکلای نیویورک پذیرفته شد و در نیویورک سیتی به وکالت پرداخت. در ماه فوریه سال ۱۹۲۹، به شرکت حقوقی لارد دی و لارد در نیویورک پیوست و به استثنای دوران خدمت دولتی تا زمان بازنشستگیش در سال ۱۹۸۹ در این شرکت حقوقی کار کرد. براونل در ۱۶ ماه ژوئن سال ۱۹۳۴ با دوریس مک‌کارتر ازدواج کرد. آن‌ها دارای چهار فرزند (جان براونل، آن براونل، توماس مک‌کارتر براونل و جیمز برکر براونل) بودند و تا مرگ مک‌کارتر در ۱۲ ماه ژوئن سال ۱۹۷۹، با هم زندگی کردند. براون در سال ۱۹۸۷ با خانم دومش، ماریون تیلر، ازدواج کرد اما این زوج از هم جدا شدند و در ماه دسامبر سال ۱۹۸۹ طلاق گرفتند.
ارسطو اوناسیس، ملیاردر مشهور کشتیرانی یونانی، مهم‌ترین موکل براونل بود؛ اوناسیس بلا فاصله پس از جنگ دوم جهانی تمایل داشت که تانکرهای نفت‌کش T2 را که در اصل برای نیازمندی‌های دوران جنگ نیروهای دریایی ایالات متحده ساخته شده بود، به چنگ خود درآورد. این تانکرهای نفت‌کش در نهایت در معرض فروش گذاشته شد، اما به دلیل این‌که در صورت وقوع جنگ دیگری دارای ارزش راهبردی نظامی محسوب می‌شدند، صرف به شهروندان آمریکایی به فروش می‌رسید.
براونل به اوناسیس کمک کرد که شرکت‌های آمریکایی صوری یا قلابی را طراحی نماید و این کار برایش این زمینه را فراهم ساخت که با دور زدن مقررات تانکرهای نفت‌کش را از طریق این شرکت قلابی خریداری نماید. بعدها براونل به‌عنوان دادستان کل، تحت فشار جی. ادگار هوور، رئیس سازمان اف.بی. آی، مجبور به تغییر جهت شد و وزارت دادگستری وی اوناسیس را تحت تعقیب قانونی قرار داد (اوناسیس و دولت ایالات متحده، سرانجام به توافق دست یافتند).

## حرفهٔ سیاسی ایالتی
براونل در پهلوی وکالت خود، به‌عنوان یک جمهوری‌خواه حرفهٔ سیاسی طولانی و فعالی داشت. در سال‌های ۱۹۳۳، ۱۹۳۴، ۱۹۳۵ ،۱۹۳۶ و ۱۹۳۷، عضو مجلس مقننهٔ ایالتی نیویورک (حوزهٔ انتخابیهٔ دهم نیویورک) بود.
در سال ۱۸۴۲، مدیر کمپین انتخاباتی توماس دیویی، در انتخابات فرمانداری ایالت نیویورک بود. براونل مدیریت کمپین‌های انتخاباتی ریاست‌جمهوری دیویی را در سال‌های ۱۹۴۴ و ۱۹۴۸ نیز به‌عهده داشت. از سال ۱۹۴۴ تا سال ۱۹۴۶، رئیس کمیتهٔ ملی حزب جمهوری‌خواه بود و در این سمت در قسمت مدرن سازی این کمیته با شیوه‌های پیشرفتهٔ نظرسنجی و تکنیک‌های جمع‌آوری کمک‌های مالی، تمرکز داشت. بسیاری‌ها نقش اساسی در کمک به جمهوری‌خواهان در کنترل مجلس سنای ایالات متحده در انتخابات‌های میان دوره‌ای سال ۱۹۴۶ را به وی نسبت می‌دهند.
براونل در سال ۱۹۵۲ در متقاعد سازی ارتشبد دوایت آیزنهاور، فرماندهٔ کل متحدین وقت در اروپا، برای کاندیداتوری سمت ریاست‌جمهوری ایالات متحده آمریکا، نقش مهمی بازی کرد و خود در کمپین انتخاباتی آیزنهاور کار کرد. در کنار دیویی، براون در گزینش ریچارد نیکسون به‌عنوان معاون رئیس‌جمهور توسط آیزنهاور، نقش اساسی داشت.

## دادستان کل
آیزنهاور، براونل را به‌عنوان دادستان کل منصوب کرد و از ۲۱ ژانویه سال ۱۹۵۳ تا ۲۳ اکتبر سال ۱۹۵۷ در این سمت خدمت کرد. براونل در ۶ نوامبر سال ۱۹۵۳ به اعضای انجمن اجرائی شیکاگو گفت: «هری دکستر وایت، جاسوس روسی بود… هری دکستر وایت اسناد محرم را به هدف انتقال به مسکو به جاسوسان روسی قاچاق می‌کرد». در همان زمان، وی به‌منظور جلوگیری از استفاده سیاست‌مداران مک‌کارتیست از جنگ کره در جلب حمایت مردم برای یک جنگ تمام عیار جهانی علیه اتحاد جماهیر شوروی، در پنهان سازی دخالت اتحاد جماهیر شوروی در جنگ کره به دولت آیزنهاور کمک کرد.
براونل در اوایل دورهٔ دادستانیش، در چندین پروندهٔ برجستهٔ حقوق مدنی منجمله پروندهٔ براون علیه هیئت آموزش، دخیل بود.
با وجودی‌که پیش‌نویش وی توسط مجلس سنای ایالات متحده ضعیف ساخته شد، اما براونل پیشنهاد سند تقنینی را تهیه کرد که در نهایت به قانون حقوق مدنی سال ۱۹۵۷ تبدیل شد و این قانون نخستین قانون حقوق مدنی بود که از سال ۱۸۷۵ به بعد تصویب شده بود. براون به‌خاطر موضع قوی خود در حمایت از حقوق مدنی، محبوبیت خود را در ایالت‌های جنوبی آمریکا از دست داد.
آیزنهاور برخلاف میل خود به دلیل ترس از مقاومت طرفداران جدایی نژادی در مجلس سنا و ناکام سازی کاندید، پس از خالی شدن سمت‌های دادگاه عالی در سال‌های ۱۹۵۷ و ۱۹۵۸، براونل را در دادگاه عالی معرفی نکرد.
براونل پس از رعایت توصیه‌هایش در پروندهٔ جدایی زدایی لیتل راک، از سمت خود به عنوان دادستان کل کناره‌گیری کرد. اسرو کاب، دادستان ناحیهٔ شرقی آرکانزاس ایالات متحده دورهٔ تصدی بروان در دادگاه عالی را چنین بازتاب می‌دهد:
... براونل نسبت به مسئلهٔ منازعهٔ ادغام نژادی بر دیدگاه خود تأکید داشت. مشورت وی رعایت شد. دولت هیچ راهی آسانی برای بیرون کشیدن خود از این منازعه نداشت. تعداد زیادی از افراد در هردو طرف مناقشه به شکل روزافزون از چنین وضعیتی ناراض می‌شدند. من به این باور هستم که آقای براونل به‌طور خالصانه از این سیاست راضی بود، اما از این‌که این سیاست به نتایج بهتری منتج نشده بود، شدیداً ناامید بود. بن‌بست با فرماندار اورل فاوبوس، ممکن تا حد زیادی به تصمیم وی به کناره‌گیری کمک کرده باشد. تا زمانی که براونل خاطرات خود را ننویسد، ما پاسخ این سؤال را نخواهیم یافت اما من پس از نوشتن خاطراتش هم متردد هستم، زیرا هربرت براونل که من می‌شناسم در مورد رازهای شخصی خود چیزی نخواهد نوشت. آقای براونل پس از ترک سمت خود، هم مورد تحسین قرار گرفت و هم محکوم شد.

## اواخر زندگی
براونل در سال ۱۹۶۵ ریاست کمیتهٔ دریافت غیر نظامیان مشغول خدمت در نخستین هیئت بی‌طرف بررسی شکایات غیرنظامیان اداره پلیس نیویورک که نخستین هیئت نظارت شهروندان از پلیس در کشور بود را، به‌عهده داشت. براونل در سال ۱۹۶۹ از انتصابش به‌عنوان رئیس دادگاه عالی ایالات متحده جایگزین ارل وارن، رئیس‌جمهور ریچارد نیکسون، دست کشید و در نهایت وارن اِی بورگر، در این سمت جایگزین وی شد.